# Ікарія XB 1
«Ікарія XB 1» (чеськ. Ikarie XB 1) — це перша, 1963 року, кінострічка чехословацької кінематографії у жанрі класичної наукової фантастики, режисера Індржиха Полака, яка своїм змістом пов'язана з романом Станіслава Лема «Магелланова хмара» (1955), однак у титрах фільму про це не згадується.

## Зміст
Ця футуристична науково-фантастична пригода починається в 2163 році. На Землі людство об'єднується під одним урядом. Зореліт «Ікарія XB 1», з численним науковим екіпажем, летить на пошуки життя на планетах у системі зірки Альфа Центавра.

## У ролях
- Зденек Штепанек[cs] — капітан Владимир Абаєв
- Франтішек Смолик[cs] — Ентоні Гопкінс, математик
- Дана Медржицька — Ніна Кірова, соціолог
- Ірена Качиркова — Бригітта
- Радован Лукавський[cs] — командир Макдональд
- Отто Лацкович — Міхал, координатор
- Мирослав Махачек — Марсель Бернар
- Їржі Врстяла — Ерік Свенсон, пілот
- Рудольф Дейл — Ервін Герольд, пілот
- Ярослав Мареш — Мілек Вертбовський

## Нагороди
- 1963 — Великий приз «Золотий космічний корабель» на Міжнародному фестивалі науково-фантастичних фільмів у Трієсті, (Італія).

## Цікаво
- У 2016 році на Каннському кінофестивалі була показана відреставрована цифрова копія фільму «Ікарія XB 1».[3]
- Знаменита «Космічна одіссея 2001 року» Стенлі Кубрика з 1968 року, в якісь моменти, нагадує фільм «Ікарія XB 1», який американський режисер бачив раніше в Нью-Йорку.[4]

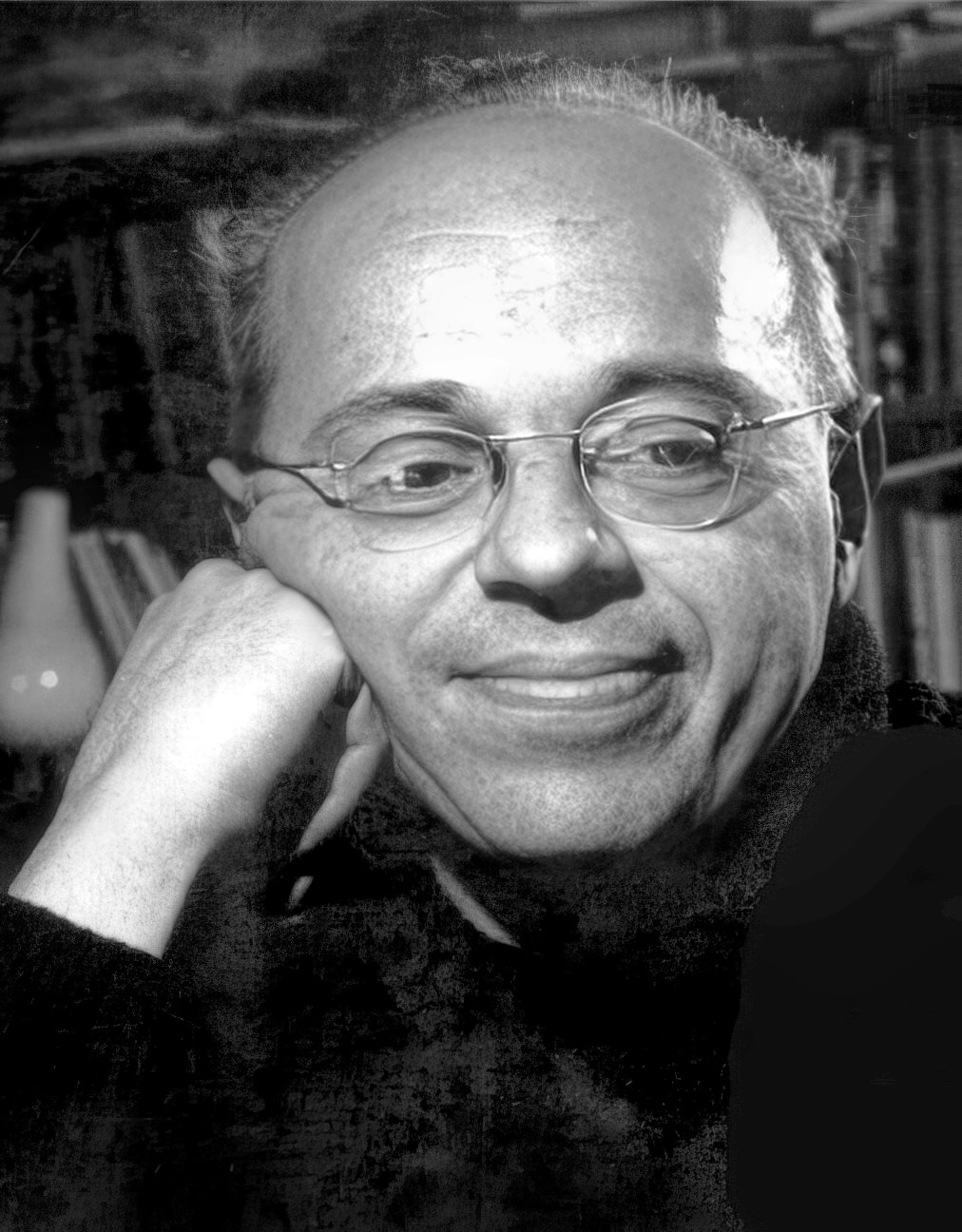
Станіслав Лем